# Ruspei Szent Fulgentius
Ruspei Szent Fulgentius (születési nevén: Fabius Claudius Gordianus Fulgentius), (Thelepte, 465 körül – Ruspe, 527 és 533 között, január 1-jén) szentként tisztelt észak-afrikai püspök, apát, egyházatya.

## Fiatalkora
Fabius Claudius Gordianus Fulgentius karthágói nemesi családban született. Ősei Rómából telepedtek át Karthágóba, s nagy vagyonra tettek szert. Karthágót születése előtt Geiserich vandál király vezetésével feldúlták, ezért a család Itáliába menekült. Nem sokkal később visszatértek, de házukat ariánus papok foglalták el, így szülei Thelepte környékén telepedtek le, amely a mai Tunézia területén volt. Itt született meg Fulgentius és öccse Claudius. Apja még gyermekkorában meghalt, anyja Mariana tanította meg latinul és görögül.
Már elég korán anyja rábízta a birtokok kezelését, amit nagy ügyességgel végzett el. Ezt látva kinevezték prokurátornak. Ezzel gazdagsága mellé rangot nyert, s ehhez megfelelő - nagyvilági - életet élt.
Megtérése hosszabb folyamatot vett igénybe, s a Szentírás, valamint Hippói Szent Ágoston voltak rá nagy hatással. Egy idő után eldöntötte, hogy szakít világias életével, de a családfői feladatokat - és vagyont - meg kívánta tartani. Ezt a kettősséget nem bírta sokáig, s az ariánus papok támadásai ellenére a Faustus, diolelei elűzött katolikus püspök szerzetesközösségébe kérte felvételét.

## Szerzetesként
A püspök nem akarta felvenni a közösségbe, mivel elhatározását hirtelen fellángolásnak gondolta. Viszont amikor megjelent anyja Mariana, s miközben hangosan követelte, hogy adják ki a fiát, csendben a cellájában maradt. Ez a cselekedete azt mutatta a püspöknek, hogy Flugentius tényleg el akarja hagyni a világot, s szerzetes akar lenni. Vagyonáról anyja javára lemondott.
Hilderich vandál király ismét támadta a katolikusokat, s ezért a kolostor megszűnt. Flugentius egy közeli kolostorba menekült, melynek apátjával, Félixszel mély barátságot kötött. Félix bizonyos szempontból társ-apáttá tette, magának tartotta fenn a kolostor anyagi ügyeit, a szerzetesek képzését pedig átadta. Nem sokkal később ismét menekülnie kellett, s társával, Félixszel együtt Sicca Veneria nevű településen egy árius pap mind a kettejüket megostoroztatta, szakállukat és hajukat levágatta. Ezt azonban az ariánus püspök is soknak találta és kiszabadította őket. Visszatértek szülőföldjükre, Byzacium tartományba és Mididiben ismét kolostort alapítottak.
A kolostori élet folyamán merült fel Fulgentiusban a remeteség iránti vágy. Egy Redemptus nevű szerzetessel gyakorlatilag megszökött, hogy Egyiptomba menjen, s ott remete legyen. Viszont a hajója megállt Szicília szigetén és a helyi püspök Szent Eulalius hatására visszafordultak, azzal, hogy előtte elzarándokoltak Rómába. Miután visszatért Afrikába egy barátjától kapott földön kolostort alapított. Viszont a remeteség iránti vágy ismét elfogta, ezért egy szigetre vonult vissza.

## Papként és püspökként
Faustus püspök rendelte vissza szerzetesek közé, s hogy szorosabban kötődjön a közösséghez - s engedelmességgel tartozzon - pappá szentelte. 
507-ben szenteltek Ruspe püspökévé. Fulgentius többször is vitába szállt az ariánus papsággal, így 520-ban száműzték Szardíniára. 523-ban térhetett vissza, Thrasamund vandál király halála után. Miután visszatért, Ruspéban nagy hatású prédikációkat végzett.  A ruspei székesegyház mellett kolostort alapított, ahol példás szerzetesi életet élt. 
Imádságba merülve a székesegyházban hunyt el.

## Fordítás
- Ez a szócikk részben vagy egészben  a   Fulgentius of Ruspe című angol Wikipédia-szócikk ezen változatának fordításán alapul.  Az eredeti cikk szerkesztőit annak laptörténete sorolja fel. Ez a jelzés csupán a megfogalmazás eredetét és a szerzői jogokat jelzi, nem szolgál a cikkben szereplő információk forrásmegjelöléseként.